# Gaston Julia
Gaston Maurice Julia (født 3. februar 1893, død 19. marts 1978) var en fransk matematiker. 
Julia blev født i den algeriske by Sidi Bel Abbes på den tid, hvor landet var under fransk styre. I sin ungdom intresserede han sig for matematik og musik, men hans studier blev afbrudt, de Frankrig kom med i 1. verdenskrig. Han blev indkaldt til militær tjeneste i den franske armé. Julia blev svært skadet i ansigtet og mistede sin næse. Efter et antal mindre vellykkede operationer bestemte Julia sig for at, under resten af sit liv, anvende en læderlap som dække over den plads, hvor hans næse tidligere havde været. I slutningen af 1920-erne udviklede han funktioner, som en anden fransk matematiker, Pierre Fatou, havde eksperimenteret med 15 år tidligere, metoder som itererer enkle kompleksværdi funktioner. Julias arbejder blev glemt indtil Benoît Mandelbrot omtalte dem i sine arbejder. Han har efter det måttet lægge navn til den fraktale "Juuliamængde", som bygger på en funktion, som først Fatou og der efter Julia havde udviklet. Yderligere en fraktal, Mandelbrotmængden, bygger ligeledes på denne funktion.